# Bigeminus
Unter Bigeminus (lat. geminus „doppelt“), auch „Zwillingspuls“ genannt, versteht man in der Medizin eine Doppelschlägigkeit des Pulses. Hierbei handelt es sich um eine Herzrhythmusstörung, bei der auf jede Systole eine (meist ventrikuläre) Extrasystole folgt. Wenn nicht nach jeder, sondern nach jeder zweiten regulär erregten Systole eine Extrasystole folgt, spricht man von Trigeminus, wenn die Extrasystole nach drei regulären Systolen folgt, von Quadrigeminus.

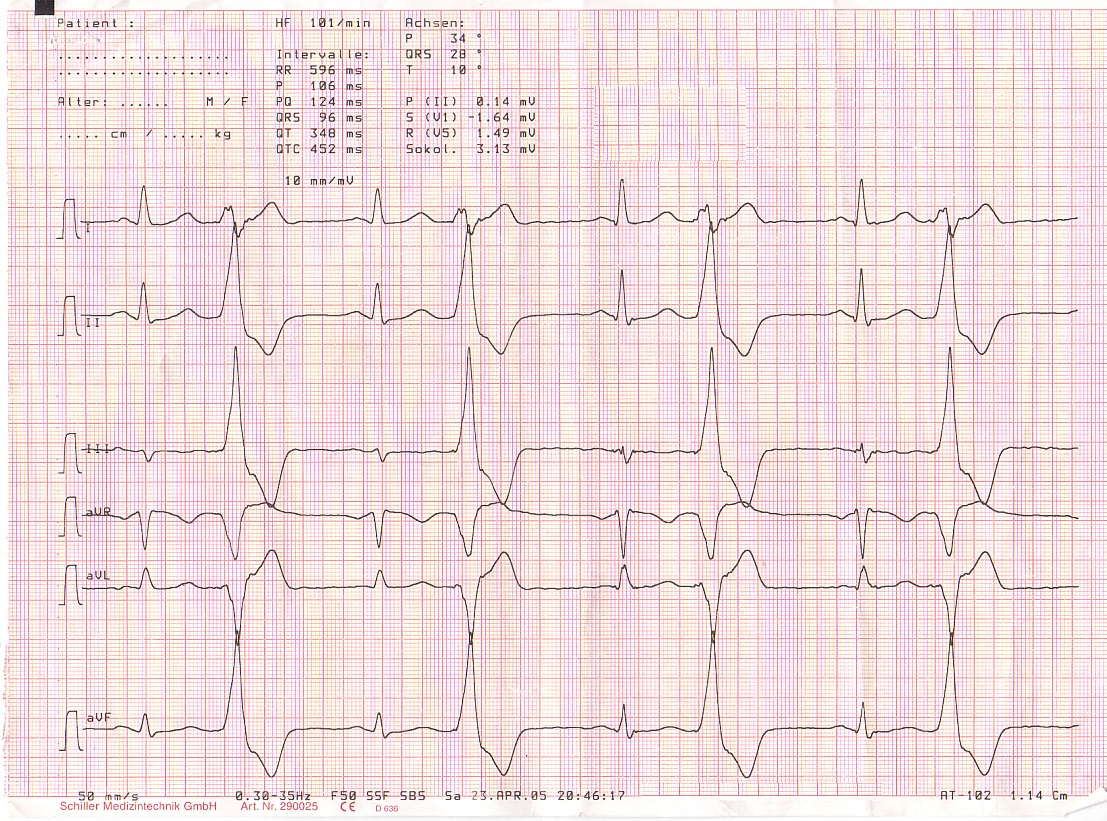
Ventrikulärer Bigeminus

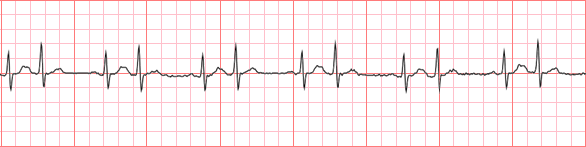
Supraventrikulärer Bigeminus (Einkanal EKG)

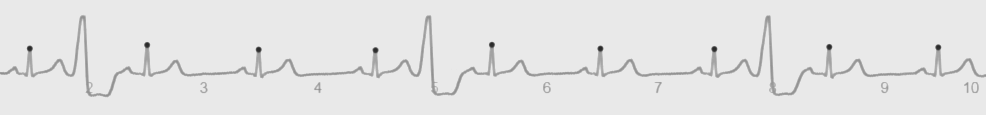
Ventrikulärer Quadrigeminus